# Черкизово (хлебозавод)
«Черкизово» — московский хлебозавод в районе Преображенское.
Пущен в 1932 году, стал третьим (после Хлебозавода № 5 и Хлебозавода № 7) предприятием, построенным для кольцевой технологии хлебопечения инженера Георгия Марсакова с характерным для данного технологического решения производственным корпусом цилиндрической формы. Название предприятия в 1930-е — 1980-е годы — Хлебозавод № 8 имени Горького. Изначальная специализация — ржаной хлеб.
В 1961 году завод реконструирован, построен склад бестарного хранения муки, пущен цех по производству мелкоштучного сдобно-булочного ассортимента. В начале 1993 года акционирован по программе приватизации и получил современное наименование. Мощность завода по состоянию на первую половину 2000-х годов составляла 204 тонны хлебобулочной продукции в сутки. В 2011 году завод занимал порядка 7 % московского рынка хлеба — 3-е место после трёх учтённых вместе предприятий группы «Черёмушки» и Хлебозавода № 22.
Директор предприятия с начала 1990-х и первой 2000-х — Николай Зернов, в 2000 году владел долей 20 % в акционерном обществе, у его сына Евгения Зернова — около 7 % акций. В 2006 году Евгений Зернов уже как директор завода вёл переговоры о его продаже с компанией «Настюша» Игоря Пинкевича, на тот момент владевшей значительными мукомольными и хлебопекарными активами в Москве; с 2007 года предприятие фигурирует в составе «Настюши». Директор с конца 2014 года — Ян Соловьёв.
В конце 2018 года предприятие остановлено из-за задолженностей, образовавшихся в связи с кризисом в компании-владельце (связанном с затягиванием строительства жилого комплекса на месте Московского комбината хлебопродуктов и последующим арестом Пинкевича); задержки зарплаты сотрудникам достигли 4 месяцев, в связи с чем 50 работников объявили голодовку. О голодовке доложено президенту Путину, заведено уголовное дело, по которому задержан директор Соловьёв; при участии Правительства Москвы решено передать предприятие под управление компании «Черёмушки».
В 2023 году предприятие за 342 млн руб. приобрёл на аукционе Борис Грабчинский — совладелец компании-поставщика канцтоваров «Оптиком».